# Виола Дана
Виола Дана (англ. Viola Dana, 26 июня 1897 − 3 июля 1987), урождённая Вирджиния Флаграт (Virginia Flugrath) — американская киноактриса, снималась в эпоху немого кино.

## Биография
Виола родилась 26 июня 1897 года в Бруклине. Две её сестры тоже стали актрисами. Старшая, Эдна Флаграт, снималась в Англии, где была известна под своим настоящим именем, а младшая, Леони, взяла псевдоним Ширли Мейсон.
С ранних лет актриса играла в театре. Наиболее заметным было её появление в постановке «Бедная маленькая богатая девочка», которая в 1917 году была экранизирована с Мэри Пикфорд в роли Гвендолин. Далее Виола получила приглашение от кинокомпании Edison Studios и дебютировала в кино в возрасте тринадцати лет, появившись в эпизодической роли в короткометражке «Рождественская песнь» (1910) по одноимённому сочинению Чарльза Диккенса.
Первая главная роль досталась актрисе в 1914 году — в драме «Молли-барабанщица». Далее она познакомилась с Джоном Коллинзом, одним из ведущих режиссёров Edison Studios, и в 1915 году вышла за него замуж. Их союз продлился недолго — успев за три года брака снять молодую жену в двадцати шести фильмах, в 1918 году Коллинз умер от пневмонии. Наиболее заметными работами Виолы в паре с супругом были фильмы «Дети Евы» (1915), «Плач казачки» (1916) и «Потёртые джинсы» (1917).
После смерти Коллинза Виола завязала роман с актёром Омаром Локлиром, но в 1920 году во время съёмок его самолет разбился, и Омар погиб. На протяжении 20-х годов актриса была популярна и активно снималась на киностудии Metro Pictures — в целом её фильмография насчитывает более ста фильмов. Звезда Виолы закатилась с появлением звукового кино. Руководители киностудии сочли, что голос актрисы не сочетается с её внешностью, и она, подобно многим другим актрисам немого кино, получила отставку.
В июне 1925 года она вышла замуж за актёра вестернов Мориса Флинна, но через четыре года развелась с ним. В середине 70-х были обнаружены её старые фильмы, срежиссированные Коллинзом, и постаревшая актриса некоторое время вновь появлялась на публике и давала интервью. Виола Дана скончалась от сердечного приступа 3 июля 1987 года в возрасте девяноста лет. Она была удостоена звезды на Голливудской аллее славы.
- The Flower of No Man's Land (1916)
- The Flower of No Man's Land (1916)
- The Light of Happiness (1916)
- Threads of Fate (1917)
- The Mortal Sin (1917)
- God's Law and Man's (1917)
- Blue Jeans (1917)
- The Only Road (1918)
- Riders of the Night (1918)
- Some Bride (1919)

## Избранная фильмография
- 1910 — Рождественская песнь
- 1916 — Ворота рая
- 1926 — Кошерная Китти Келли[англ.] / Kosher Kitty Kelly